# Donśke (obwód doniecki)
Donśke (ukr. Донське) – osiedle typu miejskiego na Ukrainie, w obwodzie donieckim, w rejonie wołnowaskim, w hromadzie Wołnowacha. W 2001 liczyło 5362 mieszkańców, spośród których 1970 wskazało jako ojczysty język ukraiński, 3363 rosyjski, 2 mołdawski, 1 białoruski, 3 ormiański, 1 romski, 12 grecki, 1 niemiecki, a 9 inny.